# 14시간
《14시간》(Fourteen Hours)은 미국에서 제작된 헨리 헤서웨이 감독의 1951년 영화이다. 폴 더글러스 등이 주연으로 출연하였고 솔 C. 시겔 등이 제작에 참여하였다.

## 출연

### 주연
- 폴 더글러스
- 리차드 베이스하트

### 조연
- 바바라 벨 게디스
- 데브라 파겟
- 아그네스 무어헤드
- 로버트 케이스
- 하워드 다 실바
- 제프리 헌터
- 마틴 게이벨
- 그레이스 켈리
- 프랭크 파이른
- 제프 코리
- 제임스 밀리칸
- 도널드 랜돌프
- 윌라드 워터맨

## 기타
- 원작자: 조엘 세이르
- 미술: 레런드 풀러
- 미술: 라일 R. 휠러